# ويليام بومان (مبارز بالسيف)
ويليام بومان (بالإنجليزية: William Bowman)‏ هو مبارز بالسيف أمريكي، ولد في 28 يوليو 1881 في بيتستون في الولايات المتحدة، وتوفي في 7 يناير 1947 في نيويورك في الولايات المتحدة.

## وصلات خارجية
- ويليام بومان على موقع أوليمبيديا (الإنجليزية)